# Traumaanpassad yoga
Traumaanpassad yoga är en typ av terapeutisk yoga särskilt anpassad för att lindra symptom för vuxna personer med posttraumatiskt stressyndrom (PTSD) och komplext posttraumatiskt stressyndrom (Komplext PTSD).

## Historik
Yoga har funnits i cirka 5 000 år och kommer ursprungligen från Indien. Över tid har yogan spridits till andra länder och brittiska National Health Service (NHS) rapporterade 2018 att yogan användes även på skolor, sjukhus och kliniker.

## Forskning
Det finns viss forskning kring yogans hälsoeffekter som talar för att yoga är effektivt även som behandling för depression och ångest, men forskningens omfattning är begränsad. När brittiska National Institute for Care and Health Excellence (NICE) 2018 gav ut nya riktlinjer för behandling av PTSD hade man också sett över den samlade forskningen för traumaanpassad yoga. Enligt NICE saknades det belägg för att kunna dra några egentliga slutsatser om behandlingsmetodens faktiska effekt. Statens beredning för medicinsk utvärdering (SBU) kommenterade rapporten och skrev att man ansåg att mer forskning behöver ske kring behandling av enskilda symtom vid PTSD samt kring kvarvarande symtom efter PTSD-behandling. Samtidigt belyste man vikten av att mer forskning behövs för att ta fram behandlingar för komplex PTSD.
Högskolan Väst startade 2021 ett större forskningsprojekt, där man ville studera om behandling med traumaanpassad yoga under 10 veckor, ger någon effekt på tvångsvårdade inom rättspsykiatrin. Studien var i januari 2022 ännu inte sammanställd.

## Bakgrund till behandlingen
Behandlingen utvecklades 2002 på Trauma Center i Massachusetts av David Emerson med flera. Den togs fram för att patienter ska känna trygghet samtidigt som de deltar i övningar som har fokus på kroppen, något som annars kan vara överväldigande för personer som utsatts för trauman.

### Det psykologiska traumat och kroppen
Psykologiskt trauma uppstår när en individ har upplevt en traumatisk händelse som blir upplevd och återupplevd i kroppen och sinnet. Trauma kan utlösa en kronisk stressreaktion i kroppen, som kan visa sig som ett okontrollerbart och konstant tillstånd av ökad uppvarvning och rädsla. Personer med en historia av trauma kan också tolka denna kroniska stressreaktion som ett hot mot deras självkänsla och relation till världen. Traumatiserade individer har ofta svårt att lugna ner sina överaktiva inre förnimmelser utan att förlita sig på yttre stimuli, såsom mat, substanser eller självskada. Därför är psykologiska trauman inte bara förknippade med psykologiska störningar som PTSD, depression och ångest utan också med somatiska störningar.
Även om de flesta evidensbaserade behandlingarna fokuserar på de psykologiska effekterna av trauma först och främst, är avslitningsfrekvensen fortfarande hög, möjligen på grund av ökad fysiologisk uppvarvning under de inledande stadierna av exponeringsterapin. Kropp-sinne-metoder utgör en komplementär metod till traditionell psykoterapi, vilket gör att traumatiserade individer kan återknyta kontakten med och identifiera sina egna fysiska förnimmelser. Sinne-kropp-metoder tillåter deltagarna att arbeta med sina somatiska traumaminnen och känna sig trygga nog att även känslomässigt och verbalt bearbeta sina traumatiska minnen. Sådana tillvägagångssätt innebär att öka medvetenheten om och uppmärksamhet på kroppsliga förnimmelser, samtidigt som man betonar upplevelsen i nuet. På så sätt försöker man motverka dissociativa svar. Slutligen försöker sinne-kropp-metoder att hjälpa traumatiserade individer att vårda sina kroppar. På detta sätt kan meddelanden från den fysiska kroppen ge information till traumatiserade individer om deras identiteter och hjälpa individer att åter komma i kontakt med sina inre svar.

## Användning
Sedan 2006 används behandlingen ibland för amerikanska soldater med PTSD, genom amerikanska US Department of Veteran Affairs. De använder i det fallet yogan som kompletterande behandlingsform utöver annan form av läkemedel och terapi.
I Sverige används traumaanpassad yoga inom rättspsykiatrin, Statens institutionsstyrelse (SIS), Region Väst, Tiangruppen Humanas HVB-hem samt organisationer och institutioner som arbetar med traumabehandling.

## Övrigt
Traumaanpassad yoga fick mycket uppmärksamhet i och med Bessel van der Kolks bok Kroppen håller räkningen.